# Raimon Obiols i Germà
Raimon Obiols i Germà   (Sarrià, 5 d'agost de 1940) sobrenom de Josep Maria Obiols i Germà més conegut com a Raimon Obiols, és un polític català, del Partit dels Socialistes de Catalunya (PSC).

## Família
Raimon Obiols és el cinquè i últim fill del pintor noucentista Josep Obiols i Palau i de Montserrat Germà i Erola. És oncle de Clara Ponsatí i d'Agnès Ponsatí i nebot d'Àngel Obiols.

## Biografia
Va néixer al barri de Sarrià de Barcelona l'any 1940. És Llicenciat en Geologia i Tècnic en Documentació.
Va fer els estudis primaris a l'Escola Isabel de Villena de Sarrià, el batxillerat al Liceu Francès del carrer Moià i el preuniversitari a l'Institut Menéndez Pelayo. En la seva joventut, va ser escolta a l'Agrupament Escolta del Casal de Montserrat del carrer dels Arcs de Minyons de Muntanya.

## Trajectòria durant el franquisme
Inicia estudis de Geologia a la Universitat de Barcelona, on el 1957 va començar a militar al Moviment Socialista de Catalunya (MSC), esdevenint-ne el líder universitari. Va participar en el moviment Febrer 62, una plataforma unitària a la universitat que aplegava l'MSC i el Front Obrer de Catalunya. Un cop llicenciat, va exercir com a professor a la Facultat de Geològiques, fins a la seva expulsió en represàlia per haver participat el 1966 a la Caputxinada, l'assemblea de constitució del Sindicat Democràtic d'Estudiants de la Universitat de Barcelona. No pogué tornar a la docència fins al 1974, ara a la Facultat de Geografia i Història de la Universitat Autònoma de Barcelona.
En plena crisi de l'MSC, el 1966 va assistir al congrés de Tolosa de Llenguadoc. Feu costat al sector marxista encapçalat per Joan Reventós i Carner i als militants de la Unió General de Treballadors-Moviment Socialista de Catalunya que s'havien integrat a Comissions Obreres, en oposició al sector socialdemòcrata de l'exili, encapçalat per Josep Pallach. El 1967, en el congrés a Montserrat fou escollit membre del Comitè Executiu del MSC. A partir de 1971 va prendre part en l'Assemblea de Catalunya. El 23 d'octubre de 1973 serà detingut en la reunió de l'assemblea permanent d'aquesta plataforma unitària a l'església de Santa Maria Mitjancera, la que es coneix com la caiguda dels 113, que serà un esdeveniment clau per la repercussió i la mobilització pública ciutadana. Passà tres mesos a la presó. El 1974 serà un dels impulsors de la creació de Convergència Socialista de Catalunya, i del Partit Socialista de Catalunya-Congrés. El 1978 va participar en la fundació del Partit dels Socialistes de Catalunya, i n'ha estat un dels principals líders.

## L'etapa democràtica
Fou elegit diputat a les Corts Espanyoles per Barcelona el 1977, el 1979 i el 1982.
Va ser nomenat Primer Secretari del PSC entre 1983 i 1996. Aquest darrer any fou elegit President del partit en el VIII Congrés, càrrec que desenvolupà fins a l'any 2000.
També va ser diputat al Parlament de Catalunya pel PSC durant cinc legislatures (eleccions de 1984, 1988, 1992, 1995 i 1999).
Va ser escollit eurodiputat del PSE en tres ocasions (el 1999, el 2004 i el 2009).
En la seva etapa de parlamentari europeu ha estat Vicepresident del Parlament Europeu des de març de 2004 fins al mes de juny de 2004, i Vicepresident del Grup del Partit Socialista Europeu. Ha estat adscrit a les següents comissions i delegacions: Comissió d'Afers Exteriors, Drets Humans, Seguretat Comuna i Política de Defensa; Coordinador del GPSE a la Subcomissió sobre Drets Humans del PE; Comissió de Desenvolupament Regional (suplent); President de la Conferència de Presidents de Delegació; President de la Delegació per a les Relacions amb els Països d'Amèrica Central; Delegació de l'Assemblea Parlamentària Euromediterrània; Delegació per l'Assemblea Parlamentària Euro-Llatinoamericana; i Delegació per a les Relacions amb els Països del Magrib i la Unió Àrab (suplent).
Va formar part de les següents: Comissió d'Afers Exteriors, Subcomissió de Drets Humans, Comissió de Cultura i Educació (suplent), Coordinador S&D a la Delegació en l'Assemblea Parlamentària de la Unió pel Mediterrani, Delegació per a les Relacions amb els Països del Mashreq, Delegació per a les Relacions amb els Països del Mercosur (suplent).
Fou membre de la Comissió Executiva Federal i secretari de Relacions Internacionals al PSOE.

## Altres camps
Raimon Obiols ha firmat el manifest impulsat pel Grup Spinelli, que promou una major integració europea i refusa tot tipus d'ingerències intergovernamentalistes en els processos de decisió comunitaris.

## Obres
- "Escrit al pas dels dies" Ed. PSC Secretaria de Formació Barcelona 1983
- "Catalunya oberta" Edicions 62, Barcelona 1984.
- "Els futurs imperfecte, una aproximació als somnis i als desitjos viables de l'esquerra " ed. Plaza y Janés 1987.
- "Hereus del futur" Barcelona ed. Partit dels Socialistes de Catalunya], Barcelona 1988.
- "El suc dels dies, un dietari" Columna : PSC, Barcelona 1996.
- "Nou segle. Nou cicle: un nou projecte per a la Catalunya del segle XXI Ed. Empúries Barcelona 1997.
- "Patria Humana. Globalización y socialismo del siglo XXI" editorial "Flor del Viento" Barcelona 1999.
- "El mínim que es pot dir, memòries polítiques" ed. RBA Barcelona 2013
- "Les Paraules del socialisme : un diccionari obert per a l'esquerra de demà / Antoni Comín, Raimon Obiols. Pagès Lleida 2008.
- "El temps esquerp. Dotze apunts contra la decepció política". Editorial Arcàdia, Barcelona 2022.

## Traduccions
"La tierra, el mar y la atmósfera", Ronald Fraser. Títol original "The Habitable Earth.